# Tom Burke
Thomas Edmund Burke, detto Tom (Boston, 15 gennaio 1875 – Boston, 14 febbraio 1929), è stato un velocista statunitense, vincitore di due medaglie d'oro nei 100 e nei 400 metri piani alle prime Olimpiadi moderne di Atene nel 1896.

## Biografia
Studente all'Università di Boston, reputò di potersi cimentare ai Giochi olimpici avendo vinto i 400 metri e le 440 iarde alla AAU nel 1895.
Gareggiò nei 100 metri ad Atene 1896 dove vinse, grazie anche all'assenza di forti velocisti come il suo connazionale Bernie Wefers, specialista incontrastato della disciplina. In quell'occasione venne notato per la sua partenza rannicchiata, poco comune allora, mentre normalissima oggi, considerata una delle prime innovazioni olimpiche.
Tuttavia tutti e tre gli statunitensi adottarono il rivoluzionario sistema di partenza messo a punto dall'allenatore Mike Murphy che era stato sperimentato fin dal 1888 dal connazionale Charles Sherrill. In una foto rimastaci si nota appunto un atleta ranicchiato che per tanti anni si pensava fosse Burke, mentre in realtà è Thomas Curtis.
Burke vinse la propria batteria in 11"8 e la finale in 12"0, precedendo il tedesco Fritz Hofmann. Nella stessa edizione dei Giochi olimpici gareggiò anche nei 400 metri, la gara in cui era maggiormente accreditato; corse il primo turno in 58"4 e vinse con un distacco di circa un metro e mezzo la finale, concludendo la gara in 54"2, nuovo record olimpico della distanza.
È l'unico atleta che sia riuscito a vincere due ori olimpici sia nella gara dei 100 m piani che in quella dei 400 m piani.
In seguito continuò la sua carriera atletica vincendo le 440 e le 880 iarde all'IC4A (Intercollegiate Association of Amateur Athletes of America). Nel 1897 fu uno degli iniziatori della maratona di Boston ispirata dal successo della maratona olimpica del 1896.
Divenne poi avvocato ma fu anche giornalista sportivo, scrivendo per il Boston Journal e successivamente per il Boston Post, e allenatore di atletica leggera nel tempo libero.

## Palmarès
| Anno | Manifestazione  | Sede  | Evento      | Risultato | Prestazione | Note            |
| ---- | --------------- | ----- | ----------- | --------- | ----------- | --------------- |
| 1896 | Giochi olimpici | Atene | 100 m piani | Oro       | 12"0        |                 |
| 1896 | Giochi olimpici | Atene | 400 m piani | Oro       | 54"2        | Record olimpico |

## Galleria d'immagini
|  |  |  |